# Abe Vigoda

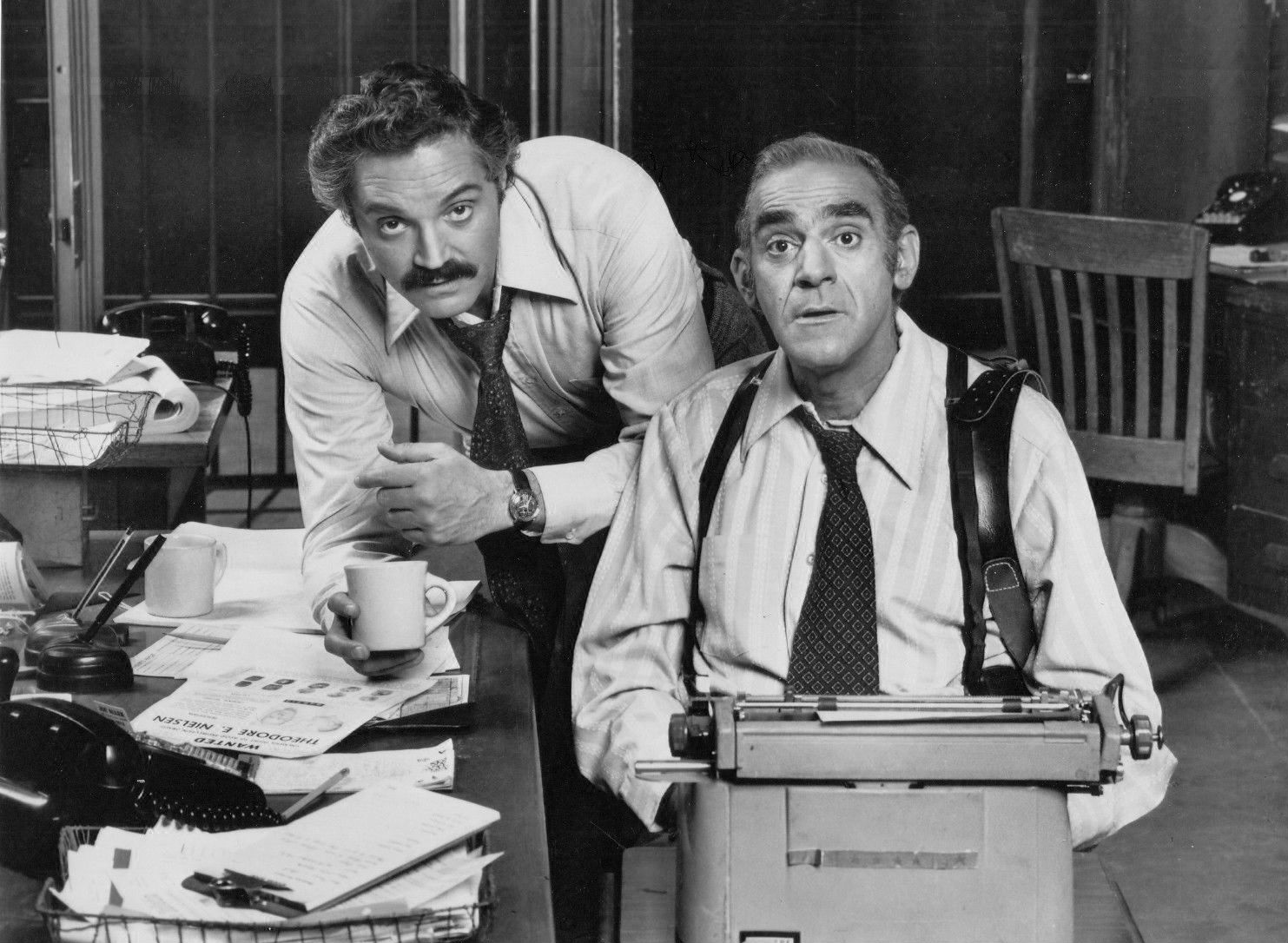
Hal Linden y Abe Vigoda en la serie Barney Miller (1975)

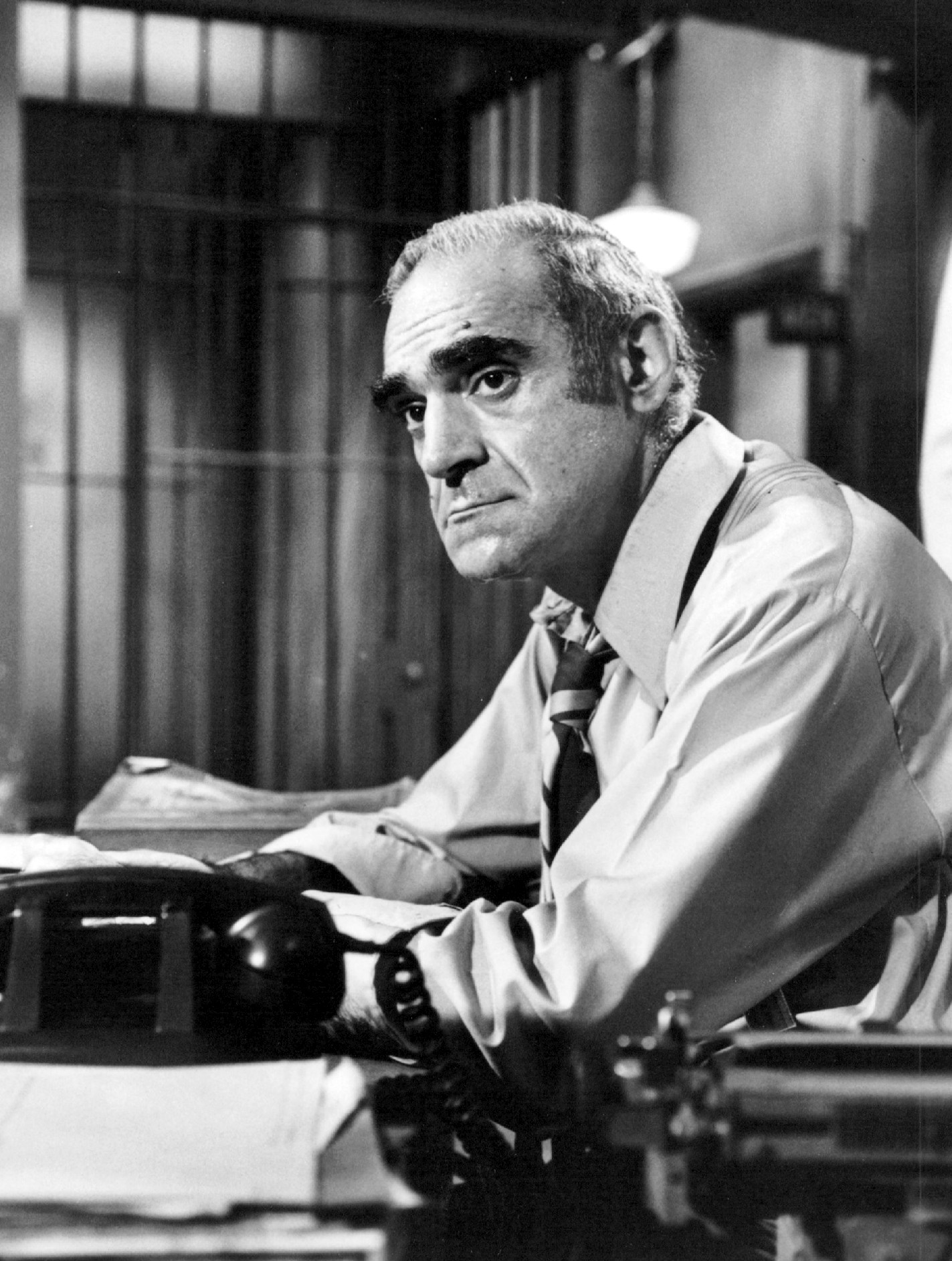
Abe Vigoda como el detective Phil Fish en la serie Barney Miller (en 1977)

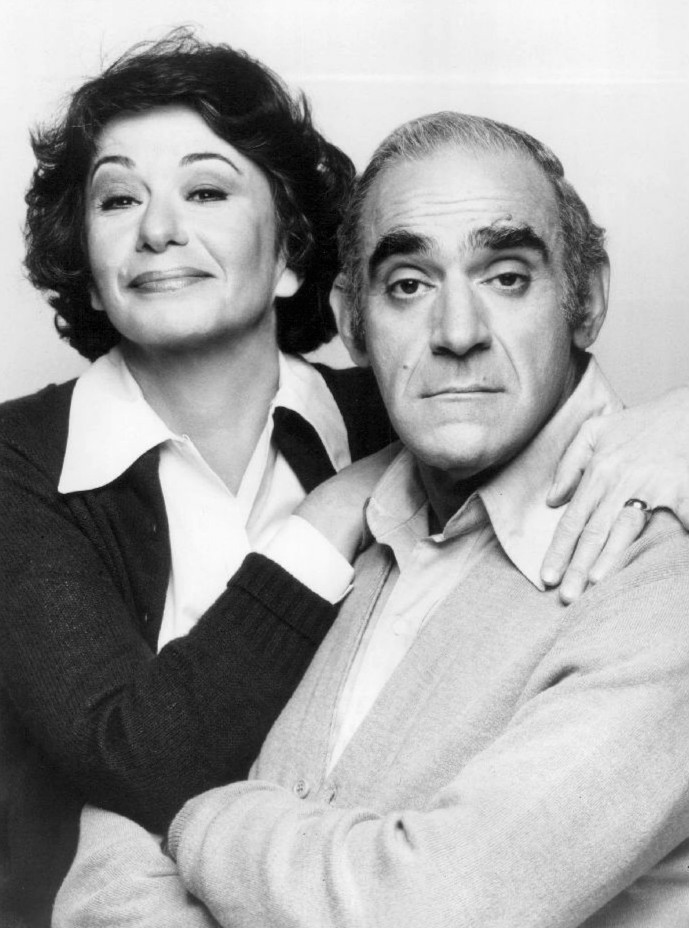
Florence Stanley y Abe Vigoda en la serie Fish (secuela de Barney Miller), en 1977.

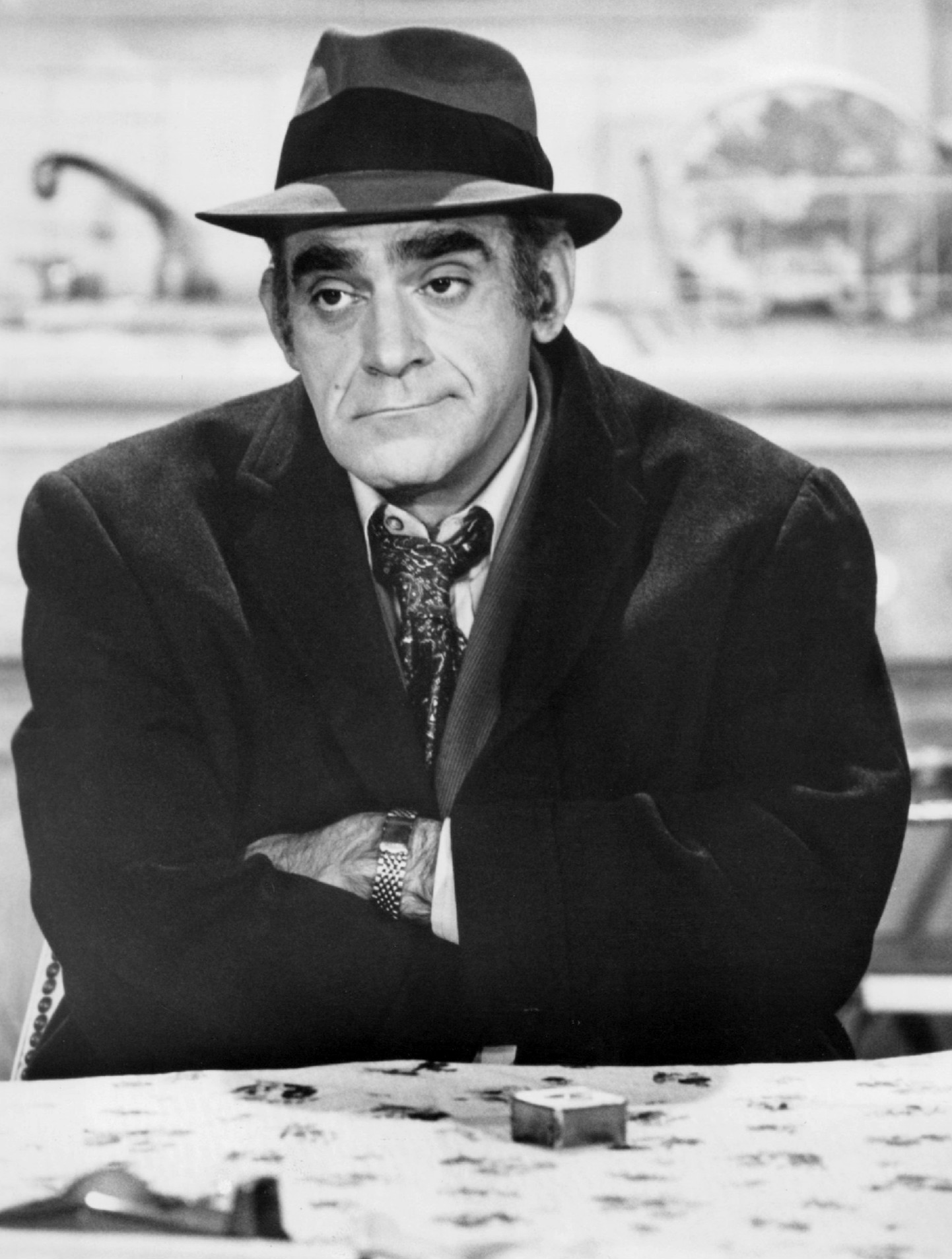
Abe Vigoda en la serie de televisión Fish (en 1977)

Abraham Charles Vigoda (Nueva York, 24 de febrero de 1921 - Nueva Jersey, 26 de enero de 2016), más conocido como Abe Vigoda, fue un actor estadounidense de cine, teatro y televisión. Llegó a la fama con su papel de Salvatore Tessio en las películas El padrino (1972) y El padrino II (1974), y por su papel en la serie de televisión Barney Miller (entre 1975 y 1977), como el detective Phil Fish.

## Filmografía
- Three Rooms in Manhattan (1965)
- The Godfather (1972)
- The Don Is Dead (1973)
- Newman's Law (1974)

- The Cheap Detective (1978)
- Cannonball Run II (1984)
- The Stuff (1985) (cameo)
- Vasectomy: A Delicate Matter (1986)
- Keaton's Cop (1988)
- Plain Clothes (1988)
- Look Who's Talking (1989)
- Prancer (1989)
- Joe Versus the Volcano (1990)
- Fist of Honor (1993)
- Me and the Kid (1993)
- Batman: la máscara del fantasma (1993) (voz)
- Home of Angels (1994)
- Sugar Hill (1994)
- North (1994)
- The Misery Brothers (1995)
- Jury Duty (1995)
- Love Is All There Is (1996)
- Underworld (1996)
- Me and the Gods (1997)
- A Brooklyn State of Mind (1997)
- Good Burger (1997)
- Just the Ticket (1999)
- Tea Cake or Cannoli (2000)
- Crime Spree (2003)
- Chump Change (2004)
- Farce of the Penguins (2007) (voz)
- Frankie the Squirrel (2007)
- The Unknown Trilogy (2008)
- Mafioso II (2008)
- The Driver (2008)

## Trabajos en televisión
- Studio One (1949)
- Sombras tenebrosas (1969)
- The Devil's Daughter (1973)
- Toma (1973)
- Kojak (1974)
- The Story of Pretty Boy Floyd (1974)
- The Rockford Files (1974)
- Barney Miller (1975-1977)
- The Bionic Woman (1976)
- Having Babies (1976)
- Fish (1977-1978)
- Soap (1978)
- The Comedy Company (1978)
- How to Pick Up Girls! (1978)
- Death Car on the Freeway (1979)
- Gridlock (1980)
- The Big Stuffed Dog (1981)
- As the World Turns (1985)
- Tales from the Darkside - "A Choice of Dreams" (1986)
- Santa Barbara (1989)
- Macgyver, ep. 7.
- Lucky Luke (1993)
- Law & Order (1995), en un episodio.
- Witness to the Mob (1998)
- Late Night with Conan O'Brien
- Family Guy (2001), cameo

## Teatro (Broadway)
- The Persecution and Assassination of Jean-Paul Marat (1967)
- The Man in the Glass Booth (1968)
- Inquest (1970)
- Tough to Get Help (1972)
- Arsenic and Old Lace (1986)